# 洗車

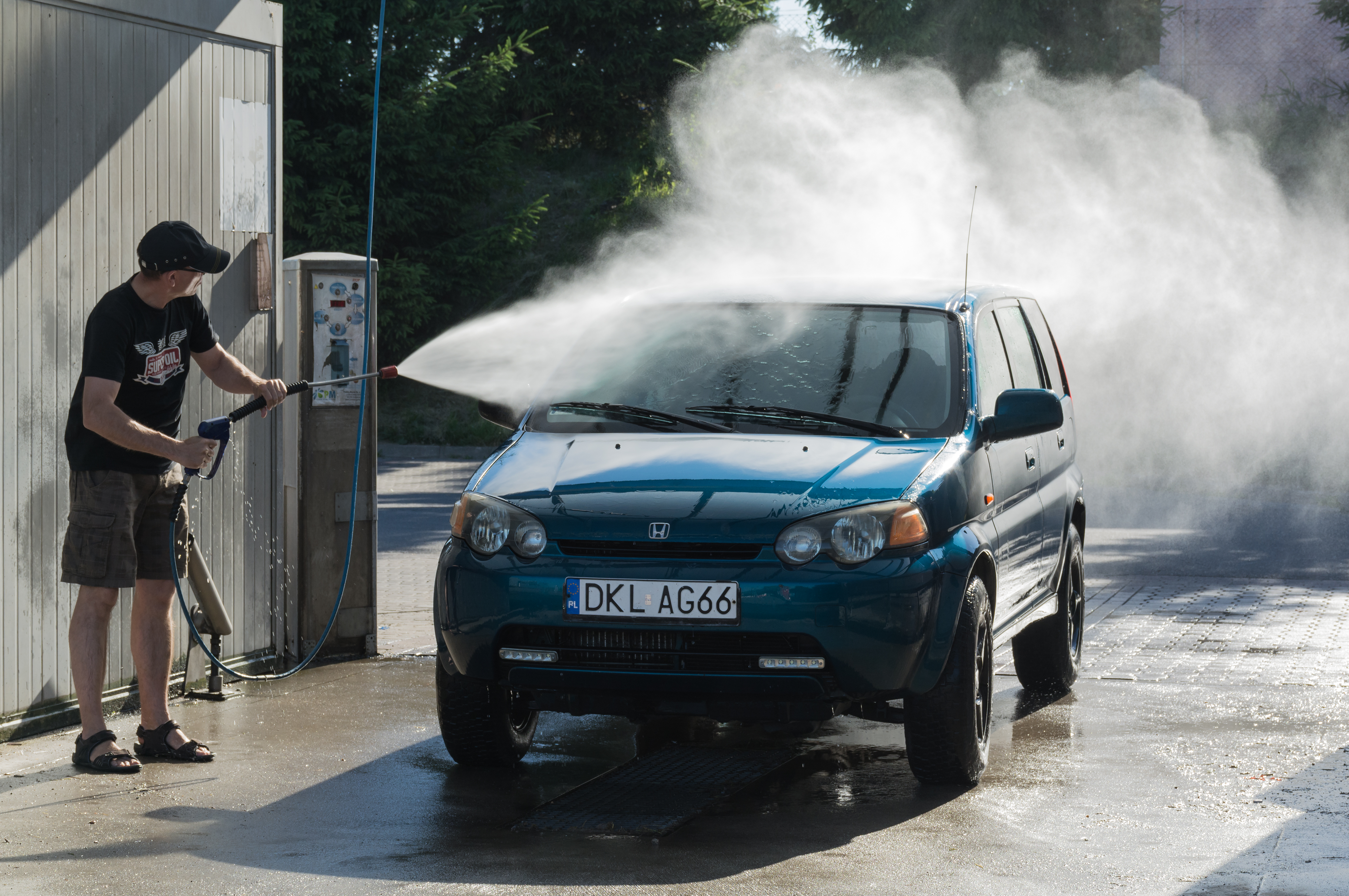
一個人在波蘭克沃茲科自助洗車

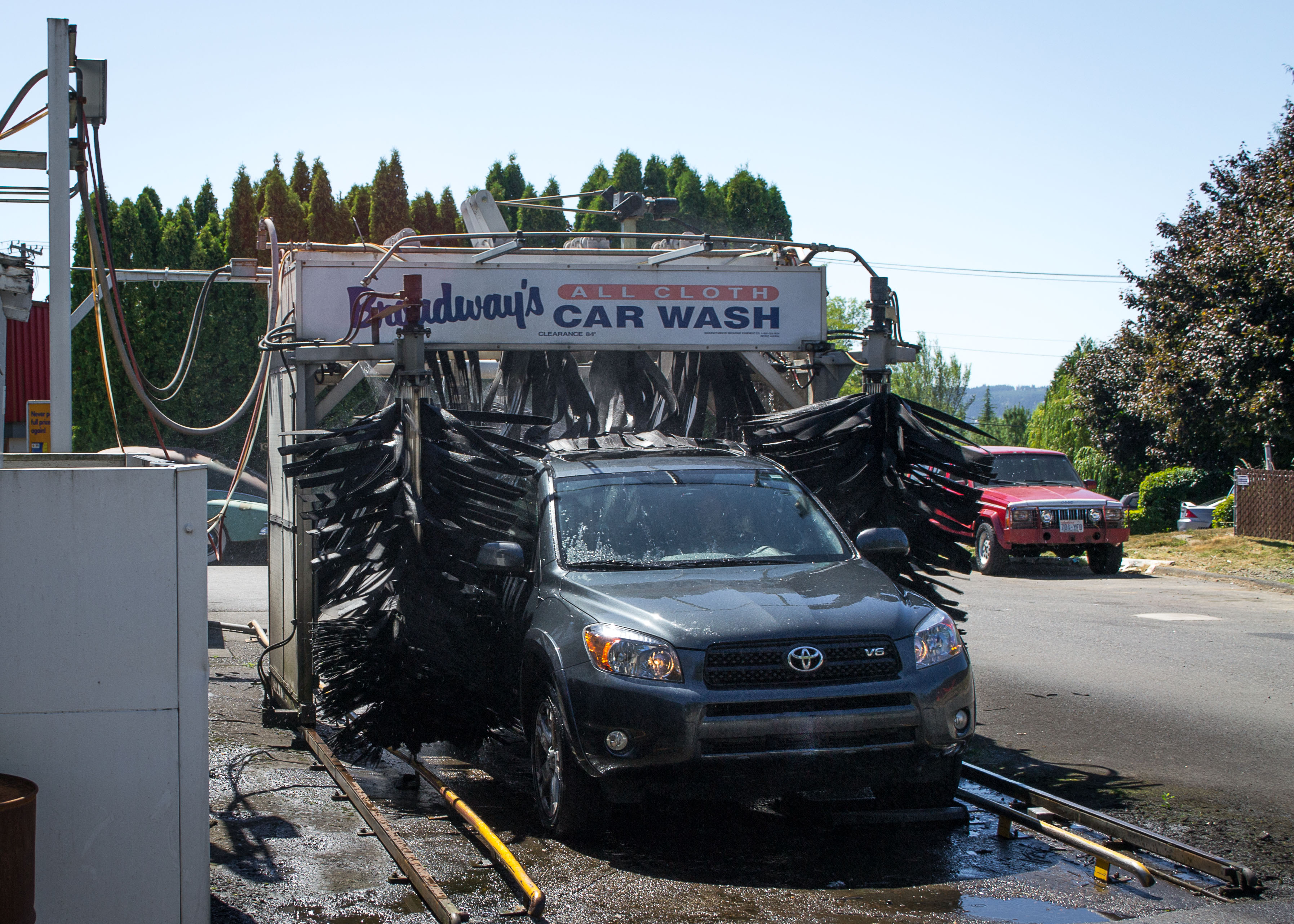
用洗車機進行往复式洗車（In-bay Automatics）

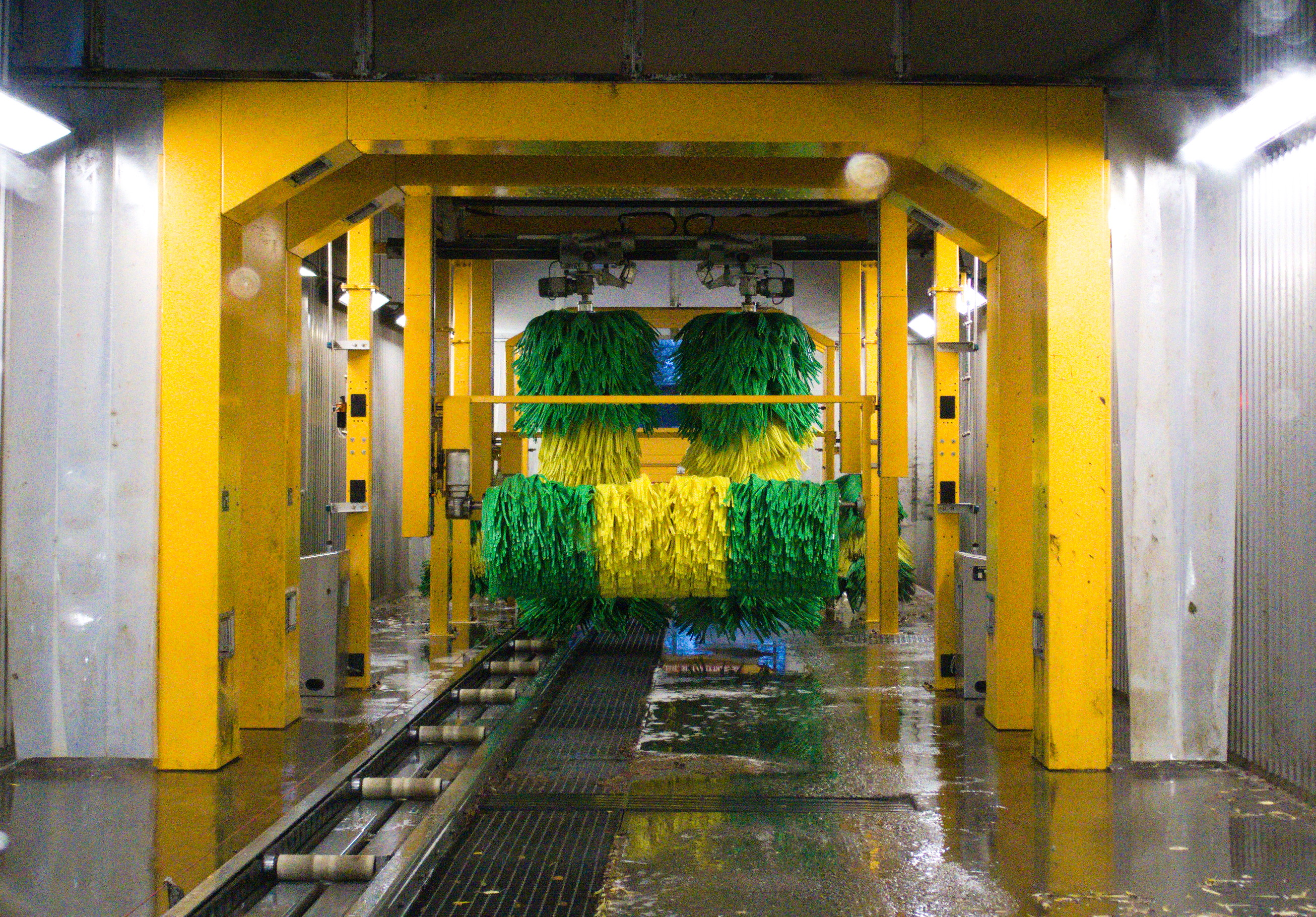
位在芬蘭約恩蘇ABC加油站的隧道式洗車機

洗車是指清洗汽車的外部，有時也包括清洗汽車的內部裝潢、或者是清洗摩托車外部。洗車有自助式、由洗車機全自動清洗、或是由洗車人員清洗。洗車可以舉辦成活動，由車主付款讓志願者洗車，以此作為籌款活動。

## 歷史
現在的洗車機可以全自動的洗車，不過洗車在早期也不是如此的先進。1946年第一個半自動的洗車廠在美國問世，在此之前也有一些商業的洗車服務，1946年之後，洗車業在數量以及其細緻程度上都大幅提昇。

## 分類
洗車可以分為以下幾種：
- 人工洗車（Hand car wash facilities），由洗車人員進行洗車。
- 自助設備（Self-service facilities），一般是投幣式的設備，配合灑水頭以及低壓的刷子，以及加壓的強力清洗棒[3]。
- 往復式洗車機（In-bay automatics），車主停車熄火，自動洗車機會在靜止的車輛前後來回移動，常設置在加油站以及獨立的洗車站[4]。
- 隧道式洗車機（Conveyor or tunnel washes），車主將車停在輸送帶，輸送帶上面有固定式的洗車裝置，由輸送帶帶車輛前進或是後退。洗車裝置可能是摩擦式的（刷子或布），也可能是非摩擦式的（高壓水柱及touches wash）[4]。
- 洗車升降機（Car wash lift），將車放在升降平台上，可以清洗車的底部。
- Touch-free洗車技術是現代的洗車系統，可以減少水、化學溶液及時間的消耗。洗車技術會用高壓水柱計算車的長和寬[5]。

## 外部連結
- International Carwash Association （页面存档备份，存于）
- Canadian Car Wash Association （页面存档备份，存于）